# 宽尾树莺

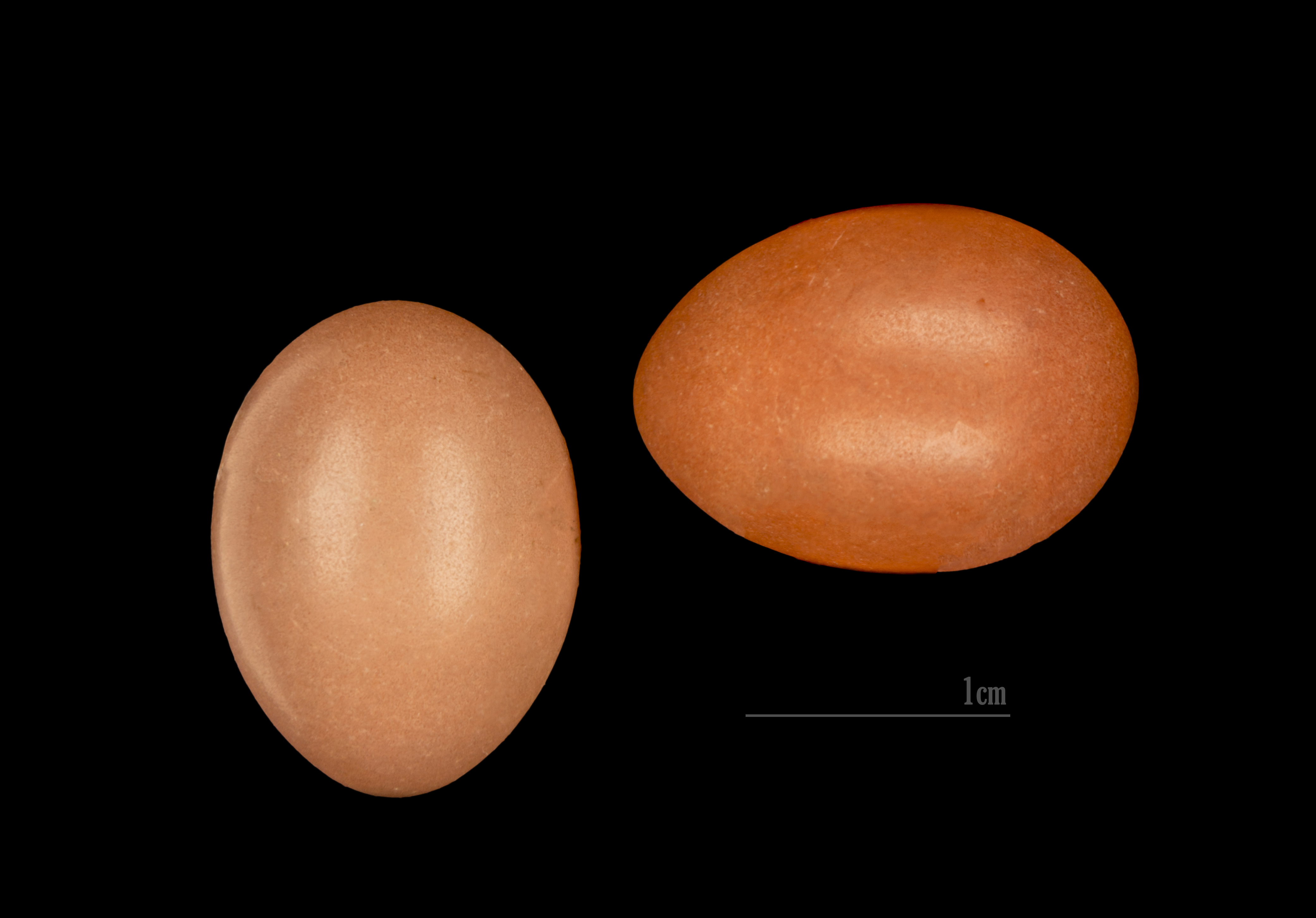
Cettia cetti

宽尾树莺（学名：Cettia cetti）为莺科树莺属的鸟类。该物种在从南欧到中亚的地区都有分布，其模式产地在地中海的撒丁岛。

## 亚种
- 宽尾树莺新疆亚种（学名：Cettia cetti albiventris）。在中国大陆，分布于西藏等地。[2]

## 文化
音樂家奧立佛·梅湘創作的鋼琴獨奏曲集《鳥類圖誌》中的第9曲以寬尾樹鶯為題。